# Waldo, Wisconsin
Waldo là một làng thuộc quận Sheboygan, tiểu bang Wisconsin, Hoa Kỳ. Năm 2006, dân số của làng này là 450 người.